# Aeroportul Nukus
Aeroportul Nukus (în uzbecă Nukus xalqaro aeroporti; în karakalpacă Nókis Aeroportı) (IATA: NCU, ICAO: UTNN) este un aeroport din Uzbekistan ce deservește zona Nukus. Aeroportul a fost tranzitat în 2019 de 170.000 de pasageri. A fost numit după zona deservită.
Situat la o altitudine de 77 m, aeroportul dispune de 2 piste. Este operat de Uzbekistan Airways⁠(d).

## Infrastructură

### Piste
Aeroportul dispune de 2 piste. Pista 15/33 are suprafața de beton. Pista 07/25 are suprafața de beton. 